# Roc de la Bedollera
El Roc de la Bedollera és una muntanya de 1.251 metres que es troba al municipi de les Valls de Valira, a la comarca de l'Alt Urgell.